# カサノバ (2005年の映画)
『カサノバ』（Casanova）は、2005年のアメリカ映画。ジャコモ・カサノヴァを扱ったロマンティック・コメディ。

## 登場人物
ジャコモ・カサノヴァ
演 - ヒース・レジャー
どんな女性も虜になるといわれる魅力的な男。フランチェスカに夢中になる。
フランチェスカ
演 - シエナ・ミラー
令嬢。
プッチ
演 - ジェレミー・アイアンズ
司教。厳格な性格。
パプリッツィオ
演 - オリヴァー・プラット
フランチェスカの婚約者。容姿に自信がない。
アンドレア
演 - レナ・オリン
フランチェスカの母親。
ルポ・サルヴァト
演 - オミッド・ジャリリ
カサノヴァの従者。
ジョヴァンニ
演 - チャーリー・コックス
フランチェスカの弟。
ヴィクトリア
演 - ナタリー・ドーマー
富豪の娘。

## キャスト
| 役名                 | 俳優                   | 日本語吹替 |
| -------------------- | ---------------------- | ---------- |
| ジャコモ・カサノヴァ | ヒース・レジャー       | 東地宏樹   |
| フランチェスカ       | シエナ・ミラー         | 岡寛恵     |
| プッチ司教           | ジェレミー・アイアンズ | 松橋登     |
| パプリッツィオ       | オリヴァー・プラット   | 岩崎ひろし |
| アンドレア           | レナ・オリン           | 一柳みる   |
| ルポ・サルヴァト     | オミッド・ジャリリ     | 仲野裕     |
| ジョヴァンニ         | チャーリー・コックス   | 内田夕夜   |
| ヴィクトリア         | ナタリー・ドーマー     | 高橋理恵子 |
| 総督                 | ティム・マキナニー     | 石田圭祐   |

その他、小形満、石住昭彦、野沢由香里、安井邦彦、岡本章子、荒井静香、大鐘則子、木下尚紀、髙階俊嗣、一馬芳和、高宮武郎、根本圭子、船木真人